# Chromolaena
Chromolaena là một chi thực vật có hoa trong họ Cúc (Asteraceae).

## Loài
Chi Chromolaena gồm các loài: